# Grabno (Ustka)
Grabno (deutsch Wintershagen, slowinzisch Vȧ̃trɵvnɵ) ist ein Dorf in der Gmina Ustka, die zum Powiat Słupski der Woiwodschaft Pommern in Polen gehört.

## Geographische Lage
Das Kirchdorf liegt in Hinterpommern, etwa fünf Kilometer südöstlich von Ustka (Stolpmünde), 15 Kilometer nordwestlich von Słupsk (Stolp) und 114 Kilometer westlich der regionalen Metropole Danzig. Der Ort liegt an der Słupia (Stolpe), einem 137 km langen Küstenfluss in Pommern. Zur Ostsee ist es in nördlicher Richtung vier Kilometer weit.

## Geschichte
Zur Zeit seiner Gründung war Wintershagen als Hagenhufendorf angelegt worden. Wintershagen war im ersten Quartal des 14. Jahrhunderts ein Lehens-Rittergut der Familie Winterfeld, die aus Vorpommern stammte und dem Dorf, das sie bis ins 16. Jahrhundert in Besitz hatte, wahrscheinlich seinen Namen gegeben hat. Der Grundstein der Dorfkirche wurde im Jahr 1355 gelegt. Auf den vierflügeligen Kirchenfenstern der alten Kirche sind Namen einiger Vorfahren der Familie erhalten geblieben. Danach heiratete ein Dame Winterfeld um 1320 eine Polte aus dem Nachbardorf oder -gut Weitenhagen. Aus den nächsten Generationen werden ein Detlof und dann Henning und Claus genannt. 1563 war Lucas Winterfeld in Wintershagen. Auch die Familien Ramel und Schwaven haben Wintershagen in Besitz gehabt. Später war es ein Lehen der Familie Podewils.
Bei einer Feuersbrunst 1644 wurden 21 Häuser zerstört, 16 Häuser und die Kirche blieben stehen. Im Jahr 1725 wurde Hans Christian Ruhnken, der Vater David Ruhnkens, Gutsverwalter von Wintershagen. Am 1. August 1778 vernichtete eine Feuersbrunst 16 Häuser und einen Speicher. Um 1784 befand sich das Gut im Besitz von Otto Friedrich Graf von Podewils, einem Leutnant der Königlichen Garde. Um diese Zeit gab es in Wintershagen ein Vorwerk, einen Prediger, einen Schulmeister, neun Bauern, einen Förster oder Jagdaufseher, einen Kossäten, eine Schmiede, ein Wirtshaus und insgesamt 22 Haushaltungen.

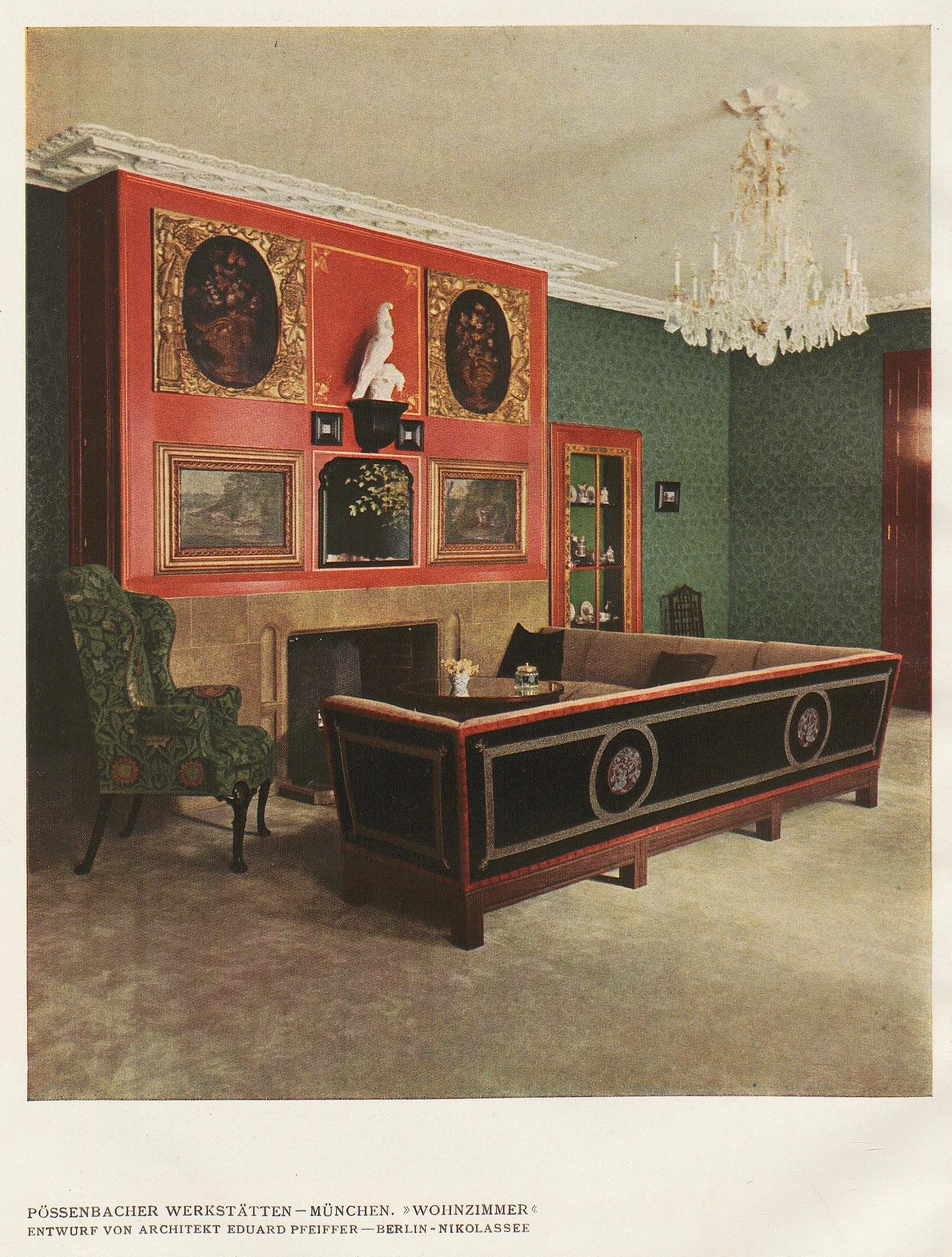
Wohnzimmer des Gutshauses Wintershagen A um 1915

Otto Graf von Podewils verkaufte Wintershagen an seinen bisherigen Pächter Johann Kratz. Dieser verstarb 1822 und hinterließ es seinen beiden Söhnen, Gustav und Heinrich, wobei er eine Erbteilung verfügte hatte: Gustav Heinrich Kratz (1796–1874), der spätere Kreisdeputierte in der Paulskirche, erhielt Wintershagen A, und Heinrich Kratz Wintershagen B. Durch Heirat kam Wintershagen A 1859 in den Besitz von Konrad von Uckermann, der bereits Eigentümer der Güter Groß Machmin und Bedlin war. Nach seinem Tod 1910 übernahm sein ältester Sohn, Konrad Georg, das Gut Wintershagen A, wo er 1922 verstarb. Am 1. April 1927 hatte das Gut Winterhagen A eine Flächengröße von 668 Hektar, und am 16. Juni 1925 hatte der Gutsbezirk 170 Einwohner. Im Jahr 1940 fiel das Gut an den jüngsten Sohn Konrad Georg von Uckermanns, Ernst Henning, der am 2. Juli 1944 in Russland den Tod fand.
Das Gut Wintershagen B hinterließ Heinrich Kratz 1872 seinem Sohn Carl. 1878 kaufte Carl Kratz das Gut Strickershagen hinzu und bewirtschaftete anschließend beide Güter erfolgreich nach fortschrittlichsten Methoden der Landwirtschaft. Er verstarb jedoch früh, und die beiden Güter kamen an seinen Sohn Leo. Dieser verkaufte Strickershagen und 1914 dann auch Wintershagen B an einen Herrn Mach. Dann übernahm ein Herr Boenisch Wintershagen B. Letzterer ließ den Rest des wertvollen Waldes abholzen, um das Gut anschließend aufsiedeln zu lassen. Dieser Teil der Gemarkung wurde 1920 als Hohenhagen nach Stolpmünde eingemeindet. Die Bauern blieben jedoch bei Wintershagen.
Vor Ende des Zweiten Weltkriegs gehörte Wintershagen zum Landkreis Stolp im Regierungsbezirk Köslin der preußischen Provinz Pommern des Deutschen Reichs. 1925 standen in Wintershagen 25 Wohnhäuser, im Jahr 1939 wohnten in 41 Haushaltungen insgesamt 182 Einwohner. Anfang der 1930er hatte die Gemarkung der Landgemeinde eine Fläche von 7,2 km². Innerhalb der Gemeindegrenzen standen die 25 Häuser an drei verschiedenen Wohnstätten:
1. Chausseehaus
2. Sommershagen
3. Wintershagen

Gegen Ende des Zweiten Weltkriegs wurde Wintershagen im März 1945 von Truppen der Roten Armee besetzt. Anschließend wurde die Region seitens der sowjetischen Besatzungsmacht zusammen mit ganz Hinterpommern der Volksrepublik Polen zur Verwaltung überlassen. Im Juli 1945 kamen polnische Zivilisten und besetzten Häuser und Gehöfte, nur das Gut behielten die Russen in Besitz. Die Polen verwalteten Wintershagen unter der Ortsbezeichnung Grabno. Die einheimischen Dorfbewohner wurden von der polnischen Administration in Richtung Westen deportiert. Eine solche Vertreibungsaktion ist für den 2. September 1946 belegt. Erst 1948 übergaben die Russen das Gut den Polen.
Im Jahr 2008 hatte der Ort 168 Einwohner.

## Kirche

### Dorfkirche

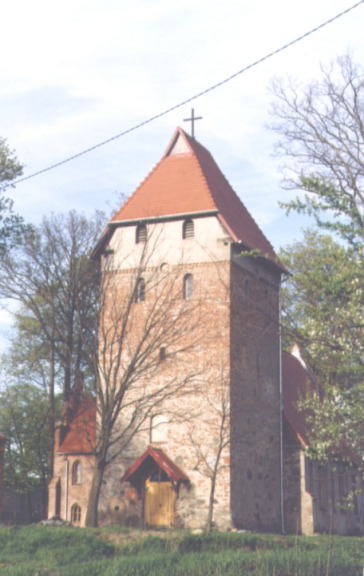
Dorfkirche (2003), bis 1945 evangelisch

Die Dorfkirche wurde 1356 auf einem Feldsteinfundament errichtet. Das Mauerwerk besteht aus Ziegeln und Feldsteinen. Die Kirche hat einen Westturm mit Portal an dessen Westseite. Links neben dem Portal ist ein Mühlstein eingemauert. Am Ende des 19. Jahrhunderts waren zwei Glocken vorhanden. Eine war 1614 gegossen und mit den Wappen der Familien Winterfeld und Krummel verziert. Die zweite war 1704 von Ernst Kreideweiss in Kolberg gegossen worden.
Die Dorfkirche wurde nach dem Zweiten Weltkrieg von der polnischen Administration zugunsten der Römisch-katholischen Kirche in Polen zwangsenteignet und vom polnischen katholischen Klerus ‚neu geweiht‘.

### Kirchspiel bis 1945
Das Kirchspiel von Wintershagen war seit der Reformation bis 1945 evangelisch. Der Bestand an Kirchenbüchern reichte bis 1655 zurück.
Das katholische Kirchspiel war in Stolp.

### Polnisches Kirchspiel seit 1945
Die seit 1945 und Vertreibung der einheimischen Dorfbewohner anwesende polnische Einwohnerschaft ist überwiegend katholisch. In der Dorfkirche werden polnische katholische Messen gelesen.
Das polnische evangelische Kirchspiel ist in Stolp.

### Namentlich bekannte Pfarrer bis 1945
- Nicolaus Rudnick, erster Pfarrer von Wintershagen, um 1355
- Jakob Knade, um 1534
- Martin Lenz, um 1730[4]
- Samuel Salomon Schneider ?–1834[9][10]
- Julius Arnold gen. Eggebert 1835–1857
- Karl Gustav Rudolph Bartholdy 1858–1886
- Karl Wilhelm Paul Wildberg 1887–1891
- Paul Max Erich Karge 1891–1905
- Ernst Felix Gotthold Krüger 1905–1909

## Persönlichkeiten

### Söhne und Töchter des Orts
- Gustav Heinrich Kratz (1798–1874), Politiker und Gutsbesitzer, Mitglied der Frankfurter Nationalversammlung
- Gustav Kratz (1829–1864), Historiker, arbeitete über die Geschichte Pommerns

### Persönlichkeiten, die mit dem Ort verbunden sind
- David Ruhnken (1723–1798), deutsch-niederländischer Gelehrter und Bibliothekar, wuchs in Wintershagen auf und ging dort zur Schule.